# Heliga Treenighetens kyrka, Paralimni
Heliga Treenighetens kyrka är en cypriotisk-ortodox kyrkobyggnad belägen i staden Paralimni i Famagusta distrikt på Cypern.
Kyrkan är helgad åt Treenigheten.